# Ratež
Ratež – wieś w Słowenii, w gminie miejskiej Novo mesto. W 2018 roku liczyła 410 mieszkańców. 